# San Paolo Albanese
San Paolo Albanese é uma comuna italiana da região da Basilicata, província de Potenza, com cerca de 416 habitantes. Estende-se por uma área de 29 km², tendo uma densidade populacional de 14 hab/km². Faz fronteira com Alessandria del Carretto (CS), Cersosimo, Noepoli, San Costantino Albanese, Terranova di Pollino.

## Demografia
| Variação demográfica do município entre 1861 e 2011                               |
|                                                                                   |
| Fonte: Istituto Nazionale di Statistica (ISTAT) - Elaboração gráfica da Wikipedia |